# Apostolische Präfektur Kiangchow
Die 17.000 km² große Apostolische Präfektur Kiangchow (lat. Apostolica Praefectura Kiangchovensis) im Kreis Xinjiang (新绛县, alte Bezeichnung: Kreis Jiangzhou 绛州县) der bezirksfreien Stadt Yuncheng in der Provinz Shanxi wurde am 25. Mai 1936 errichtet und war eine Mission der Franziskaner. 1949 zählte sie 7.546 Katholiken (0,4 %) in 5 Pfarreien mit 3 Diözesanpriestern, 11 Ordenspriestern und 14 Ordensschwestern. Einziger Apostolischer Präfekt war von 1936 bis 1983 der Franziskaner Quintinus Pessers.
Siehe auch: Liste der römisch-katholischen Diözesen